# Émilie Jolie (film)
Pour plus de détails, voir Fiche technique et Distribution.
Émilie Jolie est un long métrage d'animation français réalisé par Francis Nielsen et Philippe Chatel, sorti au cinéma en France le 19 octobre 2011. Il s'agit d'une adaptation cinématographique du conte musical Émilie Jolie de Philippe Chatel. Le film emploie la technique du dessin animé en deux dimensions et reprend les chansons du conte musical.

## Synopsis
C'est la veille de la rentrée et la petite Émilie Jolie s'inquiète à la perspective d'arriver dans sa nouvelle école. Pour lui changer les idées, sa mère lui offre un livre qu'elle-même lisait dans son enfance. Émilie, restée seule dans sa chambre, se plonge dans l'histoire de Gilbert le lapin bleu. Gilbert se fait enlever par une terrible sorcière et toutes les tentatives pour le retrouver restent vaines. Peu à peu l'histoire prend vie, et c'est Émilie elle-même, emmenée dans l'univers du livre par le grand oiseau, qui va devoir venir en aide à Gilbert.

## Fiche technique
- Titre français : Émilie Jolie
- Réalisation : Francis Nielsen et Philippe Chatel
- Scénario : Philippe Chatel, d'après son conte musical
- Musique originale : Philippe Chatel
- Production : Philippe Alessandri
- Studios de production : Télé Images Productions, 2d3D Animations
- Technique d'animation : dessin animé
- Distribution : Gebeka Films
- Pays d'origine :  France
- Langue : français
- Durée : 72 minutes (France)
- Date de sortie : 19 octobre 2011 (France)

## Distribution (voix)
- Camille Timmerman : Émilie Jolie
- Élie Semoun : Belzébuth / le Prince Charmant
- François-Xavier Demaison : Chef Lapin
- Françoise Cadol : la mère d'Émilie
- Bernard Lanneau : le père d'Émilie
- Virgil Lopes Benites : Gilbert
- Sophie Arthuys : Marie-Caroline
- Céline Monsarrat : la sorcière / la princesse
- Michel Elias : le crieur de journaux / le Grand Oiseau
- Jean-Louis Faure : le hérisson
- Gauthier Battoue : le petit Caillou
- Emmanuel Garijo : l'adjudant Carotte
- Marie Vincent : l'autruche

### Informations complémentaires
- Studio de doublage : Dubbing Brothers
- Direction Artistique : Thierry Wermuth et William Coryn
- Paroles du générique : Gilles Coiffard et Claude Lombard
- Adaptation : Rachid Kallouche et Katia Aznavour
- Interprétation du générique par Camille Timmerman, Olivier Jankovic et Frédéric Popovic

## Réception
Le film a été présenté en avant-première au Festival du film francophone d'Angoulême le 28 août 2011.
Lors de sa sortie en France en octobre 2011, le film reçoit un accueil allant du médiocre au très défavorable de la part des critiques de presse. Consulté fin octobre 2011, le site AlloCiné attribue au film une note moyenne de 2,1 sur une échelle de 5, fondée sur 10 titres de presse.

## Box office
Le film sort en France le 19 octobre 2011. À Paris, il est exploité sur 10 copies et réalise 386 entrées le jour de sa sortie.